# 高島章 (通産官僚)
高島 章（たかしま あきら、1939年3月18日 - 2010年6月10日）は、日本の通産官僚。元特許庁長官。

## 人物
洛星高校、東京大学法学部公法学科卒業後、1963年通商産業省に入省する。1970年官房秘書課課長補佐、機械情報産業局電子政策課、総務課課長補佐などを経て、1977年中小企業庁小売商業課長。各課長を経て、貿易局総務課長から1988年大臣官房秘書課長。1991年貿易局長。生活産業局長、環境立地局長を歴任し、同期の牧野力とは「通産省4人組事件」での人事抗争も絡んだ次官争いを演じた。重工業局鋳鍛造品課係長時代の上司に当たる鋳鍛造品課長が牧野力と対立関係にあったのちに大物技官OBとなる内田元亨であったことから省内外での派閥闘争があったとみられる。1994年特許庁長官となり1995年辞職。

## 略歴
- 1963年4月 通産省入省(特許庁総務課)[3]。同期入省組には、牧野力、麻生渡、秋山收、黒田直樹、長田英機（中小企業庁長官）、川口融（福岡通産局長、川口順子の夫）、横堀恵一など。
- 1966年6月 重工業局鋳鍛造品課
- 1968年10月 鉱山石炭局調整課
- 1970年7月 大臣官房秘書課課長補佐
- 1971年10月 通商局通商関税課課長補佐
- 1973年12月 資源エネルギー庁臨時石油対策本部
- 1974年4月 機械情報産業局電子政策課課長補佐
- 1975年3月 機械情報産業局総務課課長補佐
- 1976年9月 大臣官房秘書課課長補佐
- 1977年7月 中小企業庁小売商業課長
- 1979年6月 資源エネルギー庁省エネルギー対策課長
- 1980年8月 ジェトロ'デュッセルドルフセンター所長
- 1983年9月 基礎産業局基礎化学品課長
- 1985年6月 通商政策局経済協力課長
- 1986年4月 貿易局総務課長
- 1988年6月 大臣官房秘書課長(併)通商産業研究所研修部長
- 1988年12月 中小企業庁計画部長
- 1990年6月 大臣官房総務審議官
- 1991年6月 貿易局長
- 1992年6月 生活産業局長
- 1993年6月 環境立地局長
- 1994年7月 特許庁長官
- 1995年6月 辞職
- 2006年 デジタルコンテンツ協会会長[4]
- 富士通専務取締役
- 富士通副会長
- 富士通総研代表取締役会長